# Lara (Vorname)
Lara ist ein weiblicher Vorname.

## Herkunft des Vornamens
In der römischen Mythologie ist Lara laut Ovid der Name einer Wassernymphe des Tibergebiets, die wegen ihrer lasterhaften Geschwätzigkeit ursprünglich „Lala“ (von griech. λάλα „die Geschwätzige, Gesprächige“) genannt und nach dem Verlust ihrer Zunge und Sprache zu der stummen Unterweltgottheit Tacita (Dea Muta) wurde, siehe  Tacita (Mythologie).
Im Russischen und anderen slawischen Sprachen gilt Lara als eine Kurzform des Namens Larissa (Larisa, Larysa), der seinerseits aus dem Griechischen stammt und dort seit antiker Zeit als Ortsname mehrerer antiker Städte, insbesondere der Hauptstadt von Thessalien, dem heutigen Larisa, und der Burg Larisa von Argos, bekannt ist. In der Mythologie verband sich hiermit die Vorstellung von zwei verschiedenen Nymphen oder Heroinen des Namens Larissa, von denen die eine, argivische, laut Hellanikos die Mutter des Pelasgos war, während die andere, thessalische, als dessen Tochter galt: siehe Larissa (Mythologie). Für die Herleitung von Lara aus dem Griechischen wird außer dem Ortsnamen auch griech. λᾱρός „köstlich, lieblich, angenehm“ und λάρος „Meervogel, Möwe“ in Betracht gezogen.
Neben der griechischen Herleitung von russisch Lara wurde auch die Erklärung als russische Kurzform des italienischen Vornamens Laura vorgeschlagen, der seinerseits auf den lateinischen Namen Laurentia (weibliche Form zu Laurentius „Mann aus Laurentum“) zurückgeht.

## Verbreitung
In slawischen Ländern sind die Namen Lara und Larissa bzw. deren Äquivalente als Vornamen seit dem 19. Jahrhundert verbreitet, in der westlichen Welt wurden sie durch die Figur der Larissa/Lara Antipowa aus Boris Pasternaks Roman Doktor Schiwago (1957) bzw. dessen Verfilmung von 1965 populär.
In Deutschland war Lara von 1999 bis 2008 durchgehend unter den zehn beliebtesten weiblichen Vornamen, nachdem die Verbreitung des Namens ab 1991 stark zugenommen hatte. Seit 2010 ist ein leichter Abwärtstrend erkennbar, Lara blieb aber unter den 50 beliebtesten weiblichen Vornamen dieser Zeit. In der Schweiz war Lara der meistgewählte Vorname aller 2009 geborenen Mädchen.

## Namenstag
Da die Namen Lara und Larissa keine ältere Tradition als christliche Taufnamen besaßen und auch seit dem 19. Jahrhundert bisher keine Personen mit diesen Namen heiliggesprochen wurden, gibt es weder in der römisch-katholischen noch in den orthodoxen Kirchen Heilige dieser Namen mit Festtagen für die Feier des Namenstages. Populäre Namenswörterbücher nennen als Namenstag zuweilen den 26. März, als Festtag einer angeblichen Heiligen Larissa auf der Krim im 4. Jahrhundert, oder verweisen auf Heilige mit entfernt ähnlich klingenden Namen.

## Namensträgerinnen
- Lara (* 1979), türkische Popmusikerin

- Lara Andriessen (1956–2011), deutsche Schriftstellerin
- Lara Belmont (* 1980), britische Schauspielerin
- Lara Flynn Boyle (* 1970), US-amerikanische Schauspielerin
- Lara Cardella (* 1969), italienische Schriftstellerin
- Lara Colturi (* 2006), italienisch-albanische Skirennläuferin
- Lara Cox (* 1978), australische Schauspielerin
- Lara Della Mea (* 1999), italienische Skirennläuferin
- Lara Dickenmann (* 1985), Schweizer Fußballspielerin
- Lara Dutta (* 1978), indische Schauspielerin, Miss Universe 2000
- Lara Ermer (* 1996), deutsche Autorin, Moderatorin und Comedienne
- Lara Fabian (* 1970), belgisch-kanadische Sängerin
- Lara Feith (* 1995), deutsche Film- und Theaterschauspielerin
- Lara Felix (* 2003), österreichische Fußballspielerin
- Lara Flynn Boyle (* 1970), US-amerikanische Schauspielerin
- Lara Fritzsche (* 1984), deutsche Journalistin
- Lara Bianca Fuchs (* 1980), österreichische Sängerin
- Lara Gut-Behrami (* 1991), Schweizer Skirennfahrerin
- Lara Heller (* 1990), britisch-deutsch-iranische Schauspielerin und Synchronsprecherin
- Lara Hoffmann (* 1991), deutsche Leichtathletin (Langsprints)
- Lara Käpplein (* 1995), deutsche Badmintonspielerin
- Lara Kipp (* 2002), österreichische Rennrodlerin
- Lara Joy Körner (* 1978), deutsche Schauspielerin
- Lara Krause (* 1998), österreichische Sängerin und Songwriterin
- Lara Lamberti (* 1967), deutsch-italienische Schauspielerin, Schriftstellerin, Drehbuchautorin und Filmproduzentin
- Lara Logan (* 1971), US-amerikanische TV- & Radio-Journalistin
- Lara Magoni (* 1969), italienische Skirennläuferin
- Lara Mandoki (* 1989), deutsche Film- und Theaterschauspielerin
- Lara Molinari (* 1970), italienische Comic-Zeichnerin und Illustratorin
- Lara Naszinsky (* 1967), deutsche Schauspielerin, auch als Lara Lamberti bekannt
- Lara Neumann (* 1990), deutsche Politikerin (Volt)
- Lara Neumeier (* 1998), deutsche Kletterin
- Lara Parker (1938–2023), US-amerikanische Schauspielerin
- Lara Pulver (* 1980), britische Schauspielerin
- Lara-Isabelle Rentinck (* 1986), deutsche Schauspielerin
- Lara Robinson (* 1998), australische Schauspielerin
- Lara Roxx (* 1982), kanadische Pornodarstellerin
- Lara Juliette Sanders (* 1968), deutsche Drehbuchautorin, Regisseurin und Produzentin
- Lara Schnitger (* 1969), niederländische Objekt- und Installationskünstlerin
- Lara Schützsack (* 1981), deutsche Autorin
- Lara Stock (* 1992), kroatisch-deutsche Schachspielerin
- Lara Stoll (* 1987), Schweizer Slam-Poetin, Filmemacherin, Schauspielerin und Autorin
- Lara Stone (* 1983), niederländisches Model
- Lara Thomae (* 1993), niederländische Skispringerin
- Lara Trautmann (* 1988), deutsche Synchronsprecherin, Sängerin und Moderatorin
- Lara Vadlau (* 1994), österreichische Seglerin
- Lara Wendel (* 1965), amerikanisch-deutsche Schauspielerin und Fotomodell
- Lara-Maria Wichels (* 1992), deutsche Schauspielerin
- Lara Aylin Winkler (* 1999), deutsche Schauspielerin

## Fiktive Personen
- Lara Croft, virtuelle Person aus der Computer- und Videospielserie Tomb Raider
- Lara Antipowa (Лара Антипова), Geliebte von Dr. Schiwago